# Pierre Kaempff
Pierre Kaempff (ur. 1 czerwca 1897 w Longuyon, zm. 18 sierpnia 1978 w Luksemburgu) – luksemburski bobsleista, uczestnik igrzysk olimpijskich.
Kaempff reprezentował Luksemburg na II Zimowych Igrzyskach Olimpijskich w Sankt Moritz w 1928 roku. Wystartował tam w konkurencji męskich czwórek/piątek. Był członkiem załogi LUX, w skład której wchodzili także kapitan Marc Schoetter, Raoul Weckbecker, Auguste Hilbert i Guillaume Heldenstein. W pierwszym ze ślizgów ekipa zajęła dwudzieste miejsce z czasie 1:45,8. Drugi ślizg poszedł jej lepiej – z czasem 1:46,9 zajęła dziewiętnaste miejsce. W klasyfikacji końcowej załoga zajęła dwudzieste miejsce z łącznym czasem 3:26,3.